# 邓氏鱼属
鄧氏魚，又稱胴殼魚、恐魚，是一種晚泥盆紀（距今約3.82億至3.59億年前）的盾皮魚，其中最大种类D. terrelli體長可達8.79米（28.8英尺）重量則可達4噸，被視為当时最大的海洋掠食者，是已知體型最大的盾皮魚，主食有硬殼保護的魚類及無脊椎動物。鄧氏魚的存在比陸上第一隻恐龍的誕生還要早1.35億年，其化石被廣泛發現於波蘭、比利時、摩洛哥以及北美洲等。

## 种类
邓氏鱼目前确定的至少有十个种，其中模式種为泰雷尔邓氏鱼。
- Dunkleosteus amblyodoratus Carr & Hlavin, 2010
- Dunkleosteus belgicus Leriche, 1931
- Dunkleosteus denisoni Kulczycki, 1957
- Dunkleosteus magnificus Hussakof & Bryant, 1919
- Dunkleosteus marsaisi Lehman, 1954
- 密苏里邓氏鱼 Dunkleosteus missouriensis Branson, 1914
- Dunkleosteus newberryi Clarke, 1885
- Dunkleosteus raveri Carr & Hlavin, 2010
- Dunkleosteus terrelli Newberry, 1873
- Dunkleosteus tuderensis Lebedev, 2023[2]

## 描述

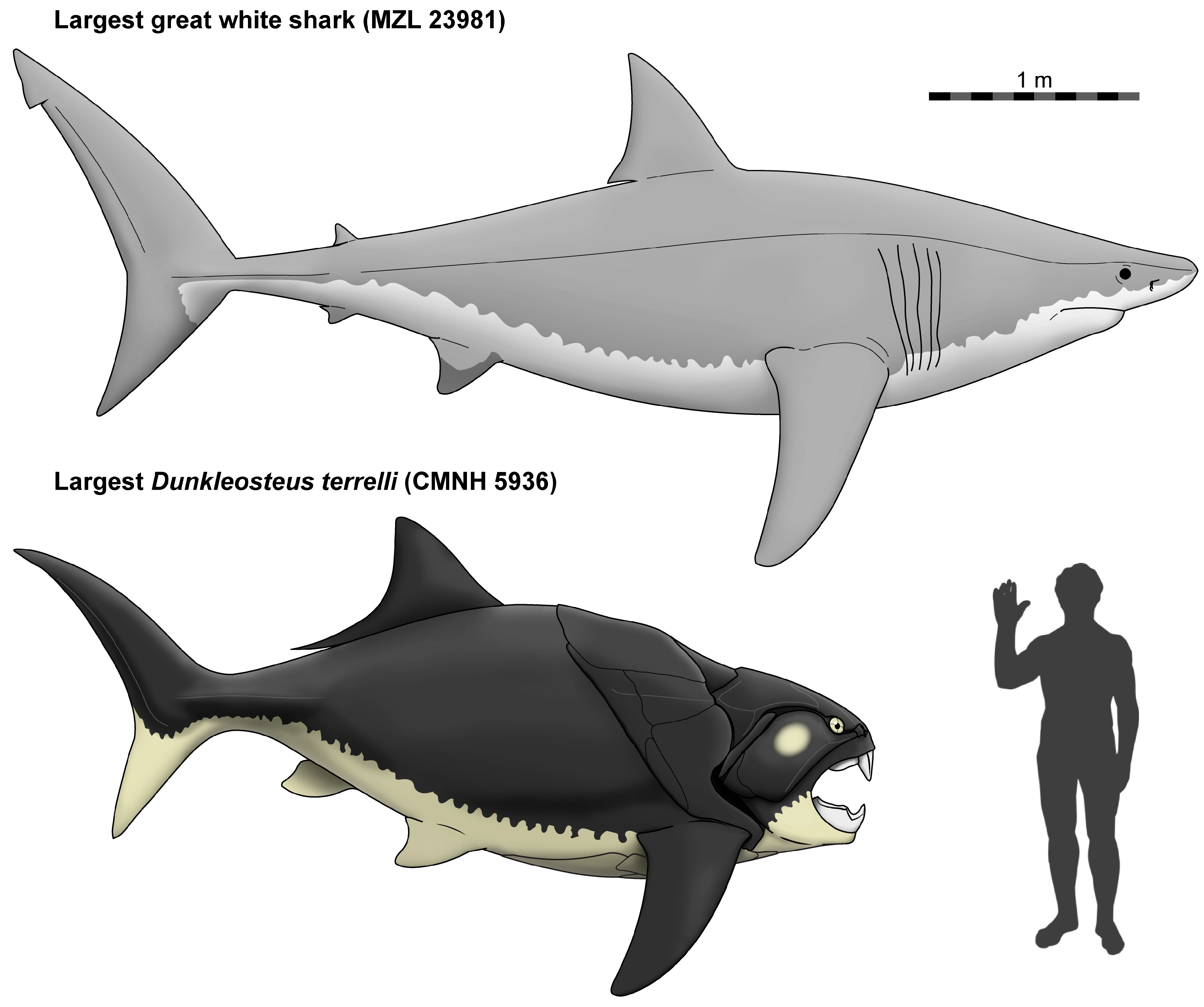
與人類和大白鯊的體型比較D. terrelli

體型最大的種類D. terrelli，其體長估計可達8.79米（28.8英尺）而體重則可達4 t（4.4 short ton），為目前人類已知最大型的盾皮魚。和其他盾皮魚一樣，鄧氏魚的頭部由厚甲殼包覆，這降低了牠們的運動速度和靈敏度。口中不具有牙齒，但是其甲殼具有銳利的邊緣，形成類似嘴喙的結構。鄧氏魚和其他盾皮魚可能是最早行體內受精的脊椎動物，這項特徵在現存的鯊魚上也可見到。

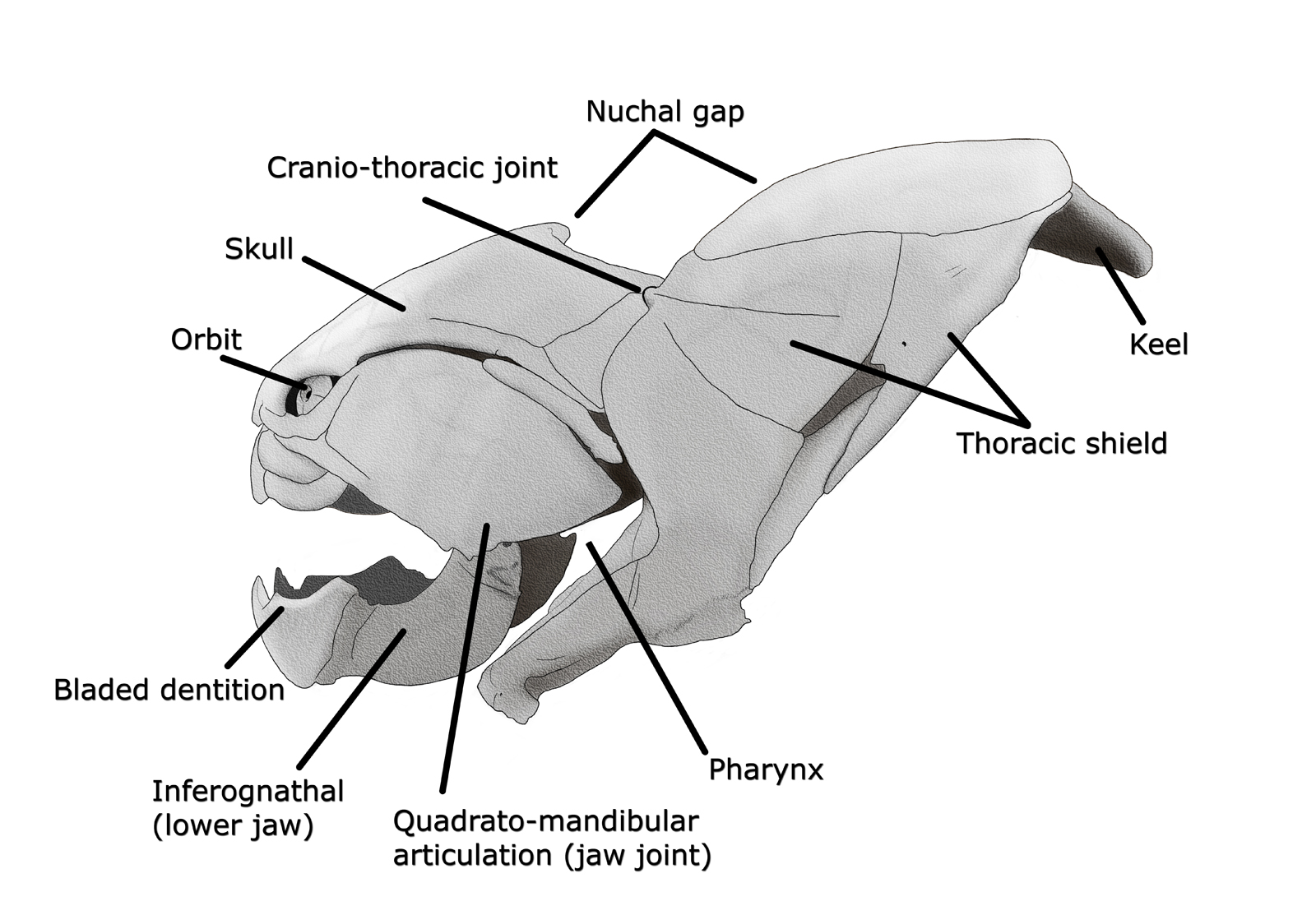
鄧氏魚的頭顱甲殼示意圖

鄧氏魚僅有前方甲殼的部分有成為化石保留下來，也因此其他部分的外型仍然是未知的。現在鄧氏魚後半身的復原圖多半是依據其他節甲魚目（例如：粒骨魚）來參考還原的。

### 食性

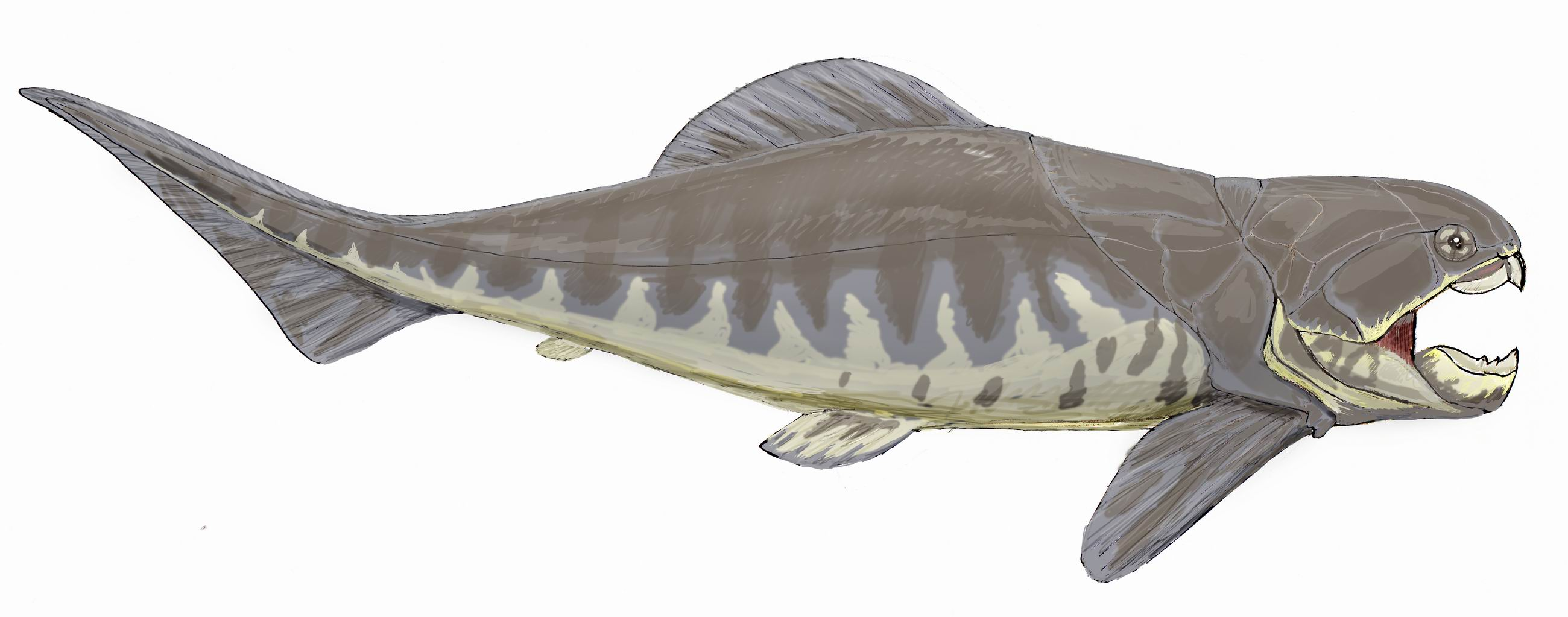
D. marsaisi復原圖

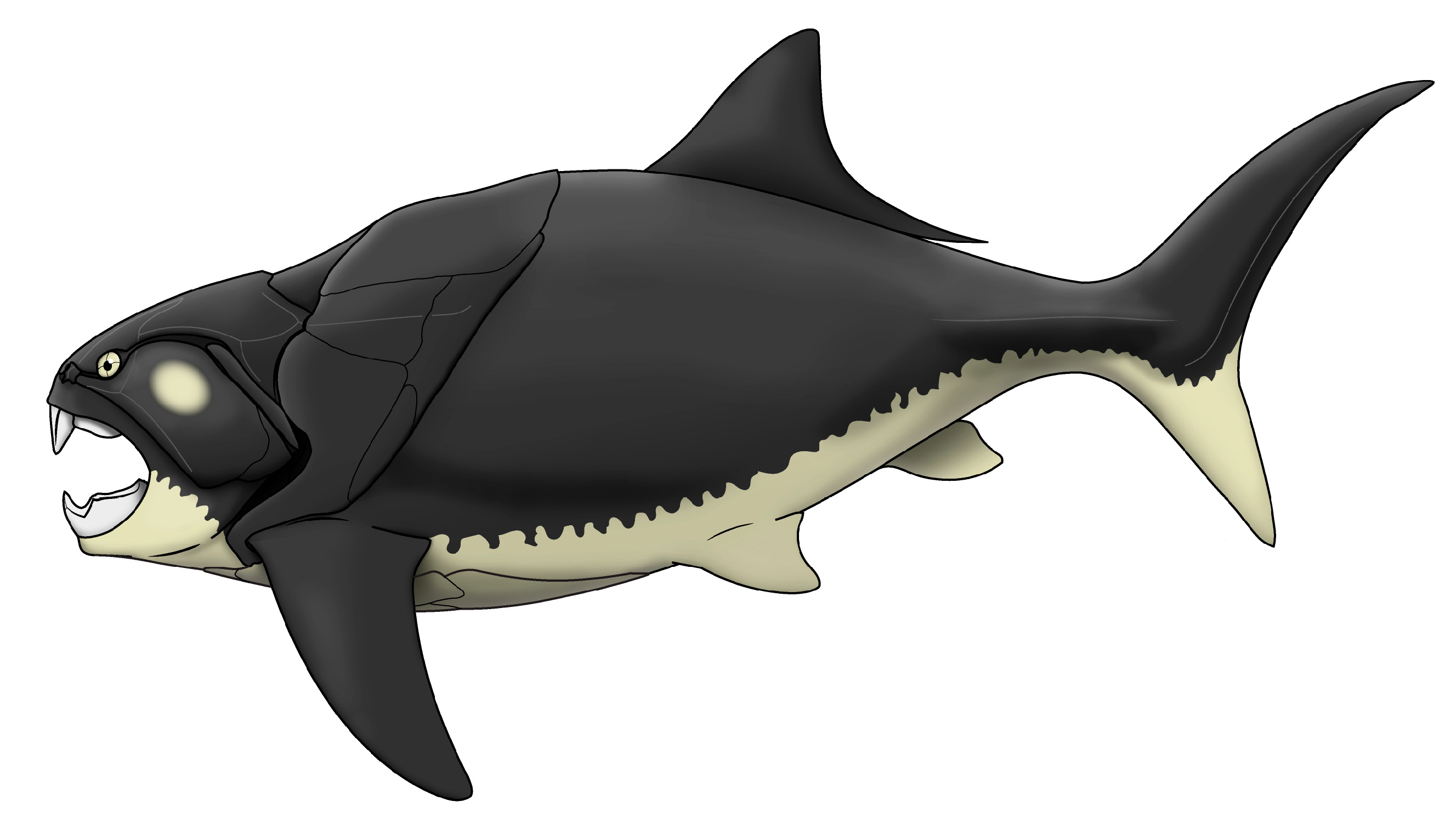
D. terreli復原圖

鄧氏魚的顎部透過平面四桿機構連結，咬合力最大在尖端可達6,000 N（612 kgf；1,349 lbf），在後排刃片則可達7,400 N（755 kgf；1,664 lbf），能一口咬穿硬殼保護的有甲魚類或菊石等無脊椎動物，鄧氏魚吸力也很巨大，能在0.02秒內張開嘴并在0.06秒内把獵物吸進口中，可以捕食體積比它的嘴大得多的生物，進食完後會將不能消化的硬殼吐出。
鄧氏魚处于食物链顶端，生活在泥盆纪的胸脊鯊可能是它的捕食對象。然而，巨大而沉重的身軀極大地影響了鄧氏魚的運動速度和靈敏度，使其在進化史中輸給了鯊魚等软骨鱼，最終灭绝。鄧氏魚及類似生物滅絕後，鯊魚的體型开始變得更大，種類變得更多。